# Maria Climent Mateu
Maria Climent Mateu (ur. 30 maja 1887, zm. 20 sierpnia 1936) – hiszpańska błogosławiona Kościoła katolickiego.

## Życiorys
Pochodziła z religijnej rodziny. Jej wujek był wikariuszem parafii Santa Tecla. Była członkinią Akcji Katolickiej i pełniła obowiązki sekretarki Katolickiego Związku Zawodowego Szwaczek. Zginęła w czasie trwania wojny domowej w Hiszpanii. Jest jedną z ofiar antykatolickich prześladowań religijnych tego okresu.
Marię Climent Mateu beatyfikował Jan Paweł II w dniu 11 marca 2001 roku jako męczennicę zamordowaną z nienawiści do wiary (łac. odium fidei) w grupie 232 towarzyszy Józefa Aparicio Sanza.